# Élections sénatoriales de 1980 en Ille-et-Vilaine
Les élections sénatoriales françaises de 1980 en Ille-et-Vilaine ont eu lieu le dimanche 28 septembre. 
Elles ont pour but d'élire quatre sénateurs, l'Ille-et-Vilaine en ayant un de plus cette année-là, représentant le département au Sénat pour un mandat de neuf ans.

## Mode de scrutin
La constitution de la Cinquième république garde le système créé en 1948, c'est-à-dire un scrutin majoritaire indirect à deux tours, avec un léger correctif proportionnel pour les départements les plus peuplés.

### Première phase
Le système électoral commence par une élection de délégués au scrutin indirect direct, dans chaque Commune, le conseil municipal votant pour élire un ou des délégués selon la répartition suivante : 
Pour les communes de moins de 9 000 habitants :
- un délégué pour les conseils de neuf et onze membres ;
- trois délégués pour ceux de treize membres ;
- cinq délégués pour ceux de dix-sept membres ;
- sept délégués pour ceux de vingt-et-un membres ;
- quinze délégués pour ceux de vingt-trois membres.

Dans les communes de 9 000 à 30 000 habitants, tous les conseillers municipaux sont délégués de droit.
Dans celles de plus de 30 000 habitants, les conseils votent pour un délégué supplémentaire par tranche de 1 000 habitants.
Ce qui pour l'Ille-et-Vilaine représente au total environ 1 600 délégués. 
Il faut rajouter les conseillers régionaux, les quarante-trois conseillers généraux et les cinq députés qui sont eux électeurs de droit, ce qui amène le collège à environ 1 650 élus.

### Seconde phase
Les délégués se réunissent à la préfecture et vote pour les départements de moins de cinq sénateurs au scrutin majoritaire à deux tours.
Pour être élu au premier tour il faut :
- la majorité absolu des suffrages exprimés ;
- au moins le quart des électeurs inscrits.

Au second tour la majorité relative suffit.

## Sénateurs sortants
| Sénateurs | Sénateurs          | Parti | Fonctions lors de l'élection en 1980 |
| --------- | ------------------ | ----- | --- |
|           | Henri Fréville     | CDS   | Sénateur depuis 1971. Ancien député (1958-1968), Ancien président du Conseil Général (Rennes-Nord-Est) de 1965 à 1976, Ancien maire de Rennes (1953-1977) . Professeur agrégé honoraire d'Histoire à la faculté de lettres de Rennes. Ne se représente pas. |
|           | Yves Estève *      | RPR   | Sénateur depuis 1948. Ancien conseiller général (1958-1976) et maire (1959-1971) de Dol-de-Bretagne. Notaire retraité. Ne se représente pas. |
|           | Louis de La Forest | UDF   | Sénateur depuis 1971. Conseiller général de Bécherel et maire d'Irodouër. Exploitant agricole. |

## Élections des sénateurs (23 septembre 1980)

### Listes candidates
| N°         | Candidats | Candidats            | Parti   | Principales fonctions                                                                                                |
| ---------- | --------- | -------------------- | ------- | --- |
| 01         |           | Yvon Bourges         | RPR     | Ministre de la Défense depuis 1978, Député depuis 1962, Conseiller général et maire de Dinard. Haut fonctionnaire.   |
| Remplaçant |           | André Belliard       | RPR     | Conseiller général et maire de Combourg. Médecin.                                                                    |
|            |           |                      |         | |
| 02         |           | Louis de La Forest * | UDF     | Sénateur depuis 1971. Conseiller général de Bécherel et maire d'Irodouër. Exploitant agricole.                       |
| Remplaçant |           | André Egu            | CDS     | Conseiller général et maire de Retiers. Négociant en vin.                                                            |
|            |           |                      |         | |
| 03         |           | Jean Madelain        | CDS     | Conseiller général de Fougères-Nord, ancien maire de Fougères (1965-1971). Directeur de la Cristallerie de Fougères. |
| Remplaçant |           | Jean Tiger           | UDF-PR  | Maire de Redon. Épicier en gros.                                                                                     |
|            |           |                      |         | |
| 04         |           | Marcel Daunay        | app CDS | Adjoint au maire de Saint-Méen-le-Grand. Président de la Chambre d'Agriculture depuis 1977.                          |
| Remplaçant |           | Georges François     | UDF-PR  | Maire de Maure-de-Bretagne. Pharmacien.                                                                              |

| N°         | Candidats | Candidats              | Parti | Principales fonctions                                                                       |
| ---------- | --------- | ---------------------- | ----- | ------------------------------------------------------------------------------------------- |
| 01         |           | Louis Chopier          | PS    | Maire de Saint-Malo. Maraîcher, ancien président de la Chambre d'agriculture (1964-1967).   |
| Remplaçant |           | Jeanine Lebar-Daubray  | PS    | Militante à Le Rheu. Secrétaire traductrice.                                                |
|            |           |                        |       |                                                                                             |
| 02         |           | Georges Cano           | PS    | Conseiller général de Rennes-X, maire de Saint-Jacques-de-la-Lande. Technicien du bâtiment. |
| Remplaçant |           | Jean Normand           | PS    | Adjoint au maire de Rennes. Conseiller technique.                                           |
|            |           |                        |       |                                                                                             |
| 03         |           | Guy Gerbaud            | PS    | Ancien conseiller municipal de La Guerche-de-Bretagne. Médecin                              |
| Remplaçant |           | Jean-Pierre Planckaert | PS    | Conseiller municipal délégué à Rennes. Libraire.                                            |
|            |           |                        |       |                                                                                             |
| 04         |           | Pierre Bourges         | PS    | Conseiller municipal de Redon. Inspecteur des Impôts                                        |
| Remplaçant |           | Jean-Michel Guichaoua  | PS    | Militant à Fougères. Professeur de technologie au lycée Jean-Guéhenno.                      |

| N°         | Candidats | Candidats            | Parti | Principales fonctions                                                                    |
| ---------- | --------- | -------------------- | ----- | ---------------------------------------------------------------------------------------- |
| 01         |           | Serge Huber          | PCF   | Adjoint au maire de Rennes. Métallurgiste.                                               |
| Remplaçant |           | Marcel Monier        | PCF   | Adjoint au maire de Rennes. Cheminot à la SNCF.                                          |
|            |           |                      |       |                                                                                          |
| 02         |           | Émile Lohat          | PCF   | Ancien adjoint au maire de Saint-Malo (1977-1978). Professeur au collège Robert Surcouf. |
| Remplaçant |           | Serge Bidon          | PCF   | Militant à Dinard.                                                                       |
|            |           |                      |       |                                                                                          |
| 03         |           | Jean-Claude Guillerm | PCF   | Militant à Fougères. Professeur de sciences physiques au lycée de Fougères.              |
| Remplaçant |           | Félix Leturc         | PCF   | Militant à Erbrée. Agriculteur                                                           |
| 04         |           | Marcel Dubois        | PCF   | Militant à Rennes. Serrurier.                                                            |
| Remplaçant |           | Alain Tirel          | PCF   | Militant à Bourg-des-Comptes. Agriculteur                                                |

| N°         | Candidats | Candidats           | Parti | Principales fonctions                                                   |
| ---------- | --------- | ------------------- | ----- | ----------------------------------------------------------------------- |
| 01         |           | François Le Douarec | RPR   | Député depuis 1962. Président du Conseil Général (Rennes-VIII). Avocat. |
| Remplaçant |           | Jacques Renault     | RPR   | Conseiller général de Guichen. Notaire                                  |

| N°         | Candidats | Candidats        | Parti    | Principales fonctions                                              |
| ---------- | --------- | ---------------- | -------- | ------------------------------------------------------------------ |
| 01         |           | Constant Hubert  | CNIP     | Conseiller général et maire de Bain-de-Bretagne. Clerc de notaire. |
| Remplaçant |           | Alphonse Legault | Mod. maj | Maire de Bruz. Travail à l'ERGM                                    |

| N°         | Candidats | Candidats              | Parti | Principales fonctions                                            |
| ---------- | --------- | ---------------------- | ----- | ---------------------------------------------------------------- |
| 01         |           | Jean-Baptiste Lelièvre | CDS   | Conseiller général de Redon. Inspecteur de l'enseignement privé. |
| Remplaçant |           | Marcel Roussel         | CDS   | Maire de Billé. Agriculteur                                      |

| N°         | Candidats | Candidats      | Parti | Principales fonctions                            |
| ---------- | --------- | -------------- | ----- | ------------------------------------------------ |
| 01         |           | Émile Foligné  | MDD   | Vit à Saint-Malo. Commerçant.                    |
| Remplaçant |           | Denys Gennevée | MDD   | Vit à Saint-Georges-de-Reintembault. Quincailler |

| N°         | Candidats | Candidats     | Parti   | Principales fonctions                                                 |
| ---------- | --------- | ------------- | ------- | --------------------------------------------------------------------- |
| 01         |           | Albert Dory   | PS diss | Conseiller général de Pleine-Fougères, maire de Sains. Sous-officier. |
| Remplaçant |           | Maurice Baslé | PS diss | Maire de Gahard.                                                      |

### Résultats
- La liste communiste se retire et soutien Louis Chopier, candidat unique de l'union de la gauche.
- François Le Douarec, Constant Hubert et Jean-Baptiste Lelièvre se retirent et appellent à voter pour la liste d'union de la droite.

| Candidat et parti politique | Candidat et parti politique | Candidat et parti politique | Premier tour | Premier tour | Ballotage | Ballotage |
| Candidat et parti politique | Candidat et parti politique | Candidat et parti politique | Voix         | %            | Voix      | %         |
| --------------------------- | --------------------------- | --------------------------- | ------------ | ------------ | --------- | --------- |
|                             | Yvon Bourges                | RPR                         | 708          | 43,14        | 943       | 58,35     |
|                             | Louis de La Forest *        | UDF                         | 793          | 48,32        | 1 012     | 62,62     |
|                             | Jean Madelain               | CDS                         | 771          | 46,98        | 1 026     | 63,49     |
|                             | Marcel Daunay               | app CDS                     | 558          | 34,00        | 848       | 52,57     |
|                             |                             |                             |              |              |           |           |
|                             | François Le Douarec         | RPR                         | 542          | 33,03        | 37        | 2,29      |
|                             |                             |                             |              |              |           |           |
|                             | Louis Chopier               | PS                          | 535          | 32,60        | 671       | 41,52     |
|                             | Georges Cano                | PS                          | 472          | 28,76        | Retrait   | Retrait   |
|                             | Guy Gerbaud                 | PS                          | 408          | 24,86        | Retrait   | Retrait   |
|                             | Pierre Bourges              | PS                          | 382          | 23,28        | Retrait   | Retrait   |
|                             |                             |                             |              |              |           |           |
|                             | Constant Hubert             | CNIP                        | 267          | 16,27        | 3         | 0,19      |
|                             |                             |                             |              |              |           |           |
|                             | Jean-Baptiste Lelièvre      | CDS                         | 264          | 16,09        | 3         | 0,19      |
|                             |                             |                             |              |              |           |           |
|                             | Émile Foligné               | MDD                         | 171          | 10,42        | 157       | 9,72      |
|                             |                             |                             |              |              |           |           |
|                             | Albert Dory                 | PS diss                     | 115          | 7,01         | 47        | 2,91      |
|                             |                             |                             |              |              |           |           |
|                             | Serge Huber                 | PCF                         | 89           | 5,42         | 4         | 0,25      |
|                             | Émile Lohat                 | PCF                         | 72           | 4,39         | 3         | 0,19      |
|                             | Jean-Claude Guillerm        | PCF                         | 86           | 5,24         | 4         | 0,25      |
|                             | Marcel Dubois               | PCF                         | 74           | 4,51         | 3         | 0,19      |
|                             |                             |                             |              |              |           |           |
| Inscrits                    | Inscrits                    | Inscrits                    | 1 658        |              | 1 658     |           |
| Votants                     | Votants                     | Votants                     | 1 655        | 99,82        | 1 654     | 99,76     |
| Exprimés                    | Exprimés                    | Exprimés                    | 1 641        | 99,15        | 1 616     | 97,70     |

### Sénateurs élus
| Sénateurs | Sénateurs            | Parti   | Fonctions lors de l'élection en 1980                                                                                 |
| --------- | -------------------- | ------- | --- |
|           | Yvon Bourges         | RPR     | Ministre de la Défense depuis 1978, Député depuis 1962, Conseiller général et maire de Dinard. Haut fonctionnaire.   |
|           | Louis de La Forest * | UDF     | Sénateur depuis 1971. Conseiller général de Bécherel et maire d'Irodouër. Exploitant agricole.                       |
|           | Jean Madelain        | CDS     | Conseiller général de Fougères-Nord, ancien maire de Fougères (1965-1971). Directeur de la Cristallerie de Fougères. |
|           | Marcel Daunay        | app CDS | Adjoint au maire de Saint-Méen-le-Grand. Président de la Chambre d'Agriculture depuis 1977.                          |